# 子姓
子姓为中国古代的一个古姓，后繁衍出多个氏。也作好姓，如妇好。

## 历史
子姓始祖为契，玄囂之後帝嚳之子，帝堯賜姓姬，帝舜賜姓子氏於商邑，其子居砥石，其孫遷居商丘，其母简狄是有娀氏的女儿
，因吞食一只玄鳥卵蛋而怀上了契，契就是日后商族的始祖。
《世本·氏姓篇》佚文提到“子姓分氏,殷、时、来（莱）、宋、扐(朸)、萧、空同（空桐）、北段,皆汤后也。”

## 姓氏分化

### 分支
- 殷氏：是殷商王族的後裔，商朝于第十代君王盘庚时迁殷，王族开始有以京畿地为氏的。
- 时氏：商朝至春秋时期存在过商王朝的同姓诸侯国时国，春秋晚期被楚国所灭，其后人以“时”为姓。[7]而春秋时期，宋国有个大夫名“来”，受封为“时邑”的首领，他的子孙便以封地为姓，也姓“时”。
- 晏氏：晏子及其后裔以“晏”为氏。晏子的祖籍为宋国，叔夷钟铭文记载晏子的父亲晏弱为宋穆公的曾孙，被齐侯分封在莱地。这可能也是《世本·氏姓篇》中提到的“莱”为商汤之后裔的由来（不然商周时期的莱夷作为东夷的一支顶多可能是嬴姓）。[8][9]
- 墨氏：墨子及其后裔以墨夷为氏。童书业据此认为墨子为宋国公室子姓墨夷氏之后。[10]
- 墨胎氏：为商代至春秋时期孤竹国国君的后代。[11]
- 華氏：西周初，商王之族子微子啟被封於商丘，建立宋國。東周初，宋戴公之子好父说食釆於華。其子孫遂以邑為氏，成為宋國著名家族。據「名賢氏族言行類稿」所述：「華督、華元、華定、華亥，並為宋卿。」南北朝以後，從華氏中又分出了花氏。
- 花氏：“花”字的起源甚晚，在魏晉以前，中文沒有花字，只用華字，《百家姓》注：花氏「系出華氏，古無花字，通作華。後專用花為花草之花，故華姓有者改為花姓。」微子啟被奉為花姓的先祖。
- 鍾氏：春秋時宋桓公之曾孫伯宗在晉國做官，逃奔楚國，於鍾離，後有鍾氏，鍾離氏。
- 蕭氏：出自子姓，以國名為氏。據《風俗通義》及《元和姓纂》所載，周代宋國微子之後，蕭叔大心復國立功，封於蕭，成為宋的附庸國。原为殷民六族之一[12]。故址在今安徽省蕭縣西北。公元前597年被楚國所破，子孫以國為氏，漢朝相國蕭何即為其後。
- 空桐氏：出自商代分封的桐国（在今安徽省桐城市一带），战国中期以后被楚国所灭，其后代以“空桐”为姓。[13][14]
- 談氏：殷商微子啟的後裔，宋國被滅亡時，有宗室“談君”，子孫以談為姓。
- 宋氏：當齐国灭了宋國，子孙遂以国为氏。从商王武丁封宋算起，子姓宋氏起源的历史至少有3200年，国灭后普遍使用宋氏。
- 林氏：为帝喾高辛氏之後，始祖为“王子比干”的遺腹子林堅。
- 黎氏：黎國被周文王所滅后分封新的姬姓黎國，而旧黎國的子孫為成湯的後裔。
- 艾氏：根据史书记载，春秋宋国的始祖微子启（子姓）的后代有的改姓艾岁，《潜夫论·志姓氏》中亦有记载。而艾歲氏爾後又改為艾氏、歲氏。
- 问氏：出自中国商汤后裔苑氏衍派问弓氏等。
- 孔氏：孔姓以商族的姓“子”以太乙（商汤）名字中的“乙”组合起来，为子姓孔氏。[15] 孔父嘉后逃到鲁国，以其名字中的“孔”为氏，也是子姓孔氏。仲尼（孔子）即是孔父嘉七世孙。
- 木氏：春秋宋国大夫孔子木，其子孙以“木”为氏。
- 索氏：殷汤的后代，殷民六族之一的姓氏[12]。
- 宗氏：與鍾氏皆晉伯宗之後也。以其祖父伯宗的名字為姓，成為宗姓的始祖。
- 戴氏：商朝末代君主纣之庶兄微子启（子姓）于商的旧都（今河南商丘南），建立宋国。微子启也为戴姓始祖。
- 王氏：王氏来源有多个，但构成现代王氏的主要来源有四个：姬姓、子姓、妫姓和外族改姓。
- 郝氏：據《通志·氏族略》及《名賢氏族言行類稿》所載，殷商在第27代天子帝乙即位時，將他的兒子子期封于太原郝鄉（今山西太原），其後子孫也以地為氏，稱郝姓。一說郝鄉在今陝西西矮附近，史稱郝氏正宗。至於郝氏何時得姓，據有關史料所載，大致是在商朝被周朝滅亡（前11世紀）之後。按當時的習慣，子期的後裔便有的以地為氏稱郝姓，有的以國為史稱商氏，是為山西郝氏或陝西郝氏。
- 邊氏：據《陳留風俗傳》和《通志·氏族略·以字為氏》載，春秋時宋平公之子公子御戎，字子邊。他有一支後代便是其字為姓。
- 戎氏：宋微子之後，出自子姓，其子孫以戎為姓。戎州己氏從衛莊公，封地於宋國的楚丘[16][17]。

此外還包括宋孔氏、祝其氏、韓獻氏、季老男氏、巨辰經氏、事父氏、皇甫氏、魚氏、中野氏、完氏、懷氏、不弟氏、冀氏、牛氏、司城氏、岡氏、近氏、止氏、朝氏、㪍氏、右歸氏、三㐾氏、王夫氏、宜氏、徵氏、鄭氏、目夷氏、臧氏、虺氏、沙氏、黑氏、圍龜氏、既氏、據氏、磚氏、己氏、成氏、戎氏、買氏、尾氏、桓氏、東鄉氏、西鄉氏、鍾離氏、司馬氏、鮮于氏等都是子姓的支流

### 影響
- 鲜虞：鲜虞亭是子姓鲜虞国的故地，是商人活动的区域。
- 孤竹国：孤竹国王族也是子姓，墨胎氏，如伯夷、叔齊。
- 箕子朝鲜：箕子朝鲜由殷商王族箕子建立，箕子名胥馀，是商王武丁子子其的后代。朝鲜半岛一些姓以箕子为始祖。高句丽、高丽、朝鲜王朝将箕子奉为始祖或神祇。
  - 《朝鲜王朝实录·成宗实录》卷二十“壬辰三年（1472）七月乙巳”条载：“吾东方自箕子以来，教化大行，男有烈士之风，女有贞正之俗，史称小中华。”朝鲜成宗二十四年（1493）12月，重修箕子庙。光海君五年（1613）4月，置箕子殿监。

## 外部連結
[在维基数据编辑]
 《欽定古今圖書集成·明倫彙編·氏族典·子姓部》，出自陈梦雷《古今圖書集成》